# 미국 대통령 의전차량
미국 대통령 의전차량은 "Beast"라는 별명과, "Cadillac One",  "First Car";  "Stagecoach"라는 코드를 지닌 미국 대통령의 국가원수 의전차이다. 현재의 의전차량 모델은 2018년 9월 24일에 처음 선보여진 한 독특한 캐딜락 자동차이다.
미국 대통령의 공식적인 국가원수의전차의 시초는 20세기 초 윌리엄 하워드 태프트 대통령이 4대의 자동차를 구매하고 백악관 마구간을 차고로 개조함으로써 자동차 기술을 받아 들인 것이 시초이다. 그 뒤 프랭클린 D. 루즈 벨트 대통령이 비밀 경호국의 권고에 따라 최초의 대통령만을 위해 개조된 차량인 선샤인 스페셜을 구매할 때까지 대통령은 일반적인 자동차를 탔다. 존 F. 케네디 암살 사건 전까지, 대통령의 의전차량은 종종 대통령이 대중에게 노출되도록(오픈카를 타는 것을) 허용했다. 케네디 대통령의 암살은 의전차량을 점점 장갑차와 봉인 된 자동차로서의 발전을 시작했다. 2009-2018년까지 운용된 의전차량은 5인치의 방탄유리와 자체 시스템이 탑재되어있다.
더 이상 사용되지 않는 (수명을 다한) 대통령의 의전차량은 외부에 차량기술 등의 국가기밀이 알려지지 않도록 비밀경호국에 의해 해체되고 파괴된다. 20세기 말부터 현재까지의 대통령 의전차량의 행진은 기타 경호차량, 언론사 차량 등의 이동경로 정리를 위한 차량을 포함하여 대통령 의전차량 이외의 24~45 대의 차량으로 구성되었다.

## 최근 모델

### 개발
2014년 제너럴 모터스는 새로운 의전차량에 대한 3건의 계약을 체결했다. 각각의 의전차의 가격은 1-1.5만 달러이며, 제너럴 모터스는 2016년 1월까지 16,832,679 달러를 새 의전차량 개발에 사용했다.
새로운 모델의 초기 버전은 단색 위장막을 덮은채로 포장도로에서 구동되었다. 그 후 캐딜락은 폭스 뉴스 채널에 "우리는 개발을 완수했으며 비밀경호국 측에 차량을 넘겨 주었다"고 밝혔다. 비밀경호국은 대통령 의전차를 교체하는 작업이 "정해진 일정대로" 진행되었으며 늦어도 2018년 여름부터는 실전에 투입될 것이라고 밝혔다. 폭스 뉴스 채널에 출연한 전문가는 새로운 의전차량이 캐딜락 CT6와 유사하다는 결론을 내렸다.

### 실제 모습

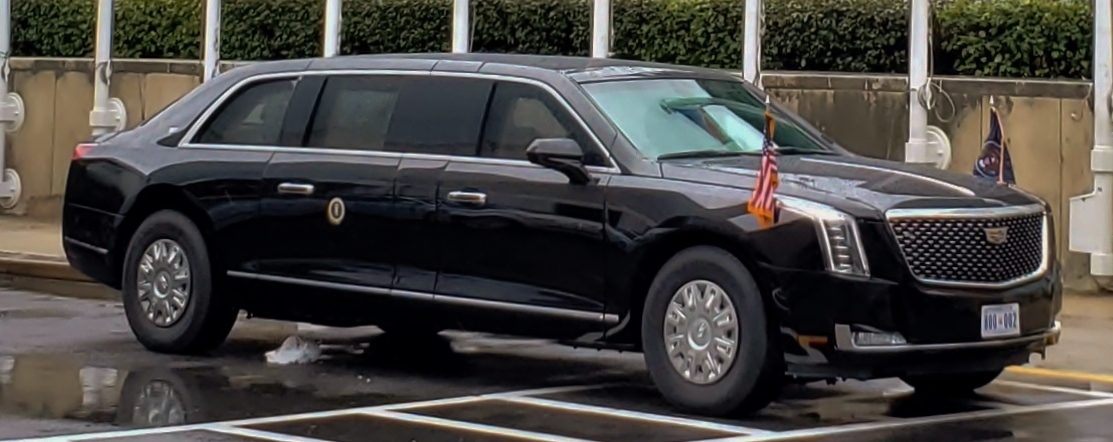
유엔 본부 앞의 현재 모델 미국 대통령 의전 차량 (2018년 9월)

새 의전차량은 "Beast(야수)"라는 별명을 여전히 지니고 있으며 현재 모델은 2018년 9월 24일 대통령이 뉴욕시로 향할 때 공개되었다. Road & Track 은 "이 디자인은 캐딜락 에스컬레이드 형과 같은 최신 Cadillac 로고를 가진 기존 모델의 단순한 진화 인 것으로 보인다"고 보도했다. 또한, 의전차량을 "대형차량이며 차량의 높이가 길다"고 설명하고 무게는 15,000–20,000 파운드 (6,800–9,100 kg)라고도 보도했다. NBC 뉴스는 20,000 파운드의 무게와, 7 명을 수용할 수 있는 좌석을 가지고 있다고 보도했으며 리무진은 캐딜락 XT6 의 미학을 불러 일으키기위한 것이라고 주장했다.  비즈니스 인사이더는 2019년 Beast가 실제로 GM 트럭 섀시를 기반으로 구축되었다고 보도했다.  Car and Driver는 자동차가 GMC 톱킥 플랫폼에 내장되어 있으며 무게는 15,000 파운드이며 캐딜락 에스컬레이드의 전조등과 캐딜락 에스 칼라 컨셉트 카의 그릴을 장착했다고 말했다.
이 차량에는 대통령을 보호하기 위해 고안된 다른 여러가지의 방어 조치 외에도, 응급 상황을 위한 대통령과 같은 혈액형의 혈액도 저장되어 있다. 자동차는 유탄 공격에 대해 완벽하게 밀폐 되어 있으며 타이어가 터져도 일정 속력으로 달릴 수 있는 타이어, 야간에도 주행이 가능하도록 하는 투시 장치 및 연료를 흘리는 것을 공격자에 대한 차량 방어 수단으로 사용한다. NBC는 이 차가 알루미늄, 세라믹 및 강철 로 만들어진 장갑을 사용 한다고 보도했으며, 외벽의 두께는 8 인치 (200 mm)  , 창문은 다층이며 5 인치 (130 mm)   그 문의 두께는 보잉 757 만 하다고 밝혔다. 또한 다른사람이 문을 여는 상황을 방지하기 위해서 문 손잡이에는 전기충격기능도 있다고 밝혔다.

## 대통령 자동차의 행렬

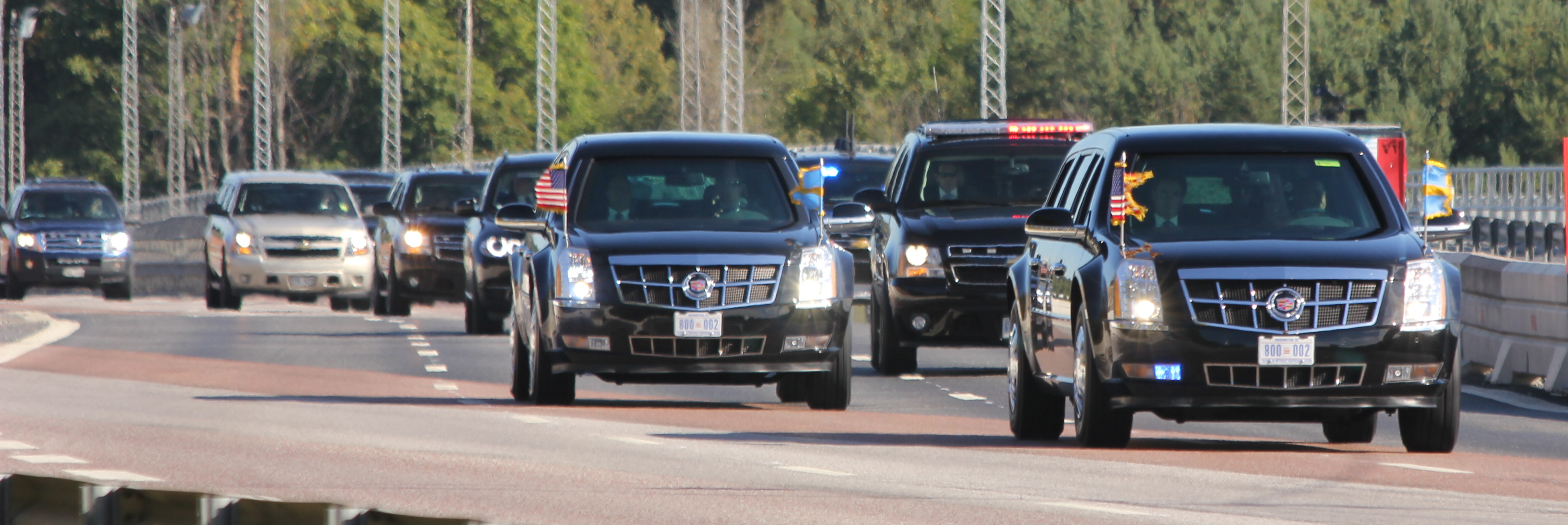
버락 오바마의 자동차

조지 W. 부시 대통령의 자동차 운동에는 최대 24 대의 자동차가 사용되었다.  버락 오바마 대통령 의전차량을 포함하여 그들은 30 – 45 개의 다른 차량을 구성했다.
오바마 대통령의 자동차 행렬에는 대통령의 의전차량 뿐만 아니라 다른 많은 차량이 포함되었다. 자동차 행렬을 이끌고 거리를 비우는 역할을 하는 경찰차가 포함되었다. 또한 미국 비밀 경호국의 차량들이 대거 포함되어있는데, 이 차량들은 전자전 대비 차량, 경호언들이 탑승하는 차량, 반격 팀 차량, 폭발물 처리 요원 및 장비가 포함되어있는 차량, 백악관 통신 기관 요원을 운반하는 스포츠 유틸리티 차량을 비롯하여 언론사 차량, 구급차 등이 자동차 행렬에 포함되었다.
대통령의 의전차량은 미국 비밀 경호국에 의해 유지 및 관리되며, 대통령 차량행렬의 다른 지원 차량은 백악관 군사 사무소에 의해 유지 관리된다. 먼 거리를 이동할 때에 자동차를 이용하는 데 한계가 있기 때문에 먼 거리 이동시에는 대통령 전용 헬리콥터인 마린 원이 선호된다.

## 같이 보기
- 미국 대통령의 이동수단
- 에어 포스 원
- 마린 원
- 그라운드포스원
- 국가원수 의전차